# Snergs
Los snergs son una raza ficticia de seres antropomorfos, «no más altos que una mesa» y amantes de las fiestas y los banquetes, que viven en un lugar aparte de los seres humanos, creada por el escritor E. A. Wyke-Smith en su libro El maravilloso país de los snergs. 
Fueron la inspiración que dio lugar a los hobbits de J. R. R. Tolkien y a los relatos sobre ellos narrados en El hobbit y El Señor de los Anillos.
- Datos: Q6130551